# 14366 Вільгельмраабе
14366 Вільгельмраабе (14366 Wilhelmraabe) — астероїд головного поясу, відкритий 8 вересня 1988 року.
Тіссеранів параметр щодо Юпітера — 3,321.
Названо на честь німецького письменника Вільгельма Раабе (нім. Wilhelm Raabe, 1831 — 1910).